# Wasilla
Wasilla is een plaats (city) in de Amerikaanse staat Alaska en valt bestuurlijk gezien onder Matanuska-Susitna Borough. Wasilla is genoemd naar een gerespecteerde lokale Dena'ina Indiaan, Chief Wasilla, wiens naam is afgeleid van de Russische naam Vasili.
Wasilla verwierf bekendheid doordat Sarah Palin, die eerder burgemeester van de plaats was, door John McCain als running mate werd uitgekozen voor de presidentsverkiezingen van 2008.

## Demografie
Bij de volkstelling in 2000 werd het aantal inwoners vastgesteld op 5469. In 2006 werd het aantal inwoners door het United States Census Bureau geschat op 9236, een stijging van 3767 (68,9%).

## Geografie
Volgens het United States Census Bureau beslaat de plaats een oppervlakte van
32,1 km², waarvan 30,3 km² land en 1,8 km² water.